# Boris (cycloon)
Boris is een cycloon die in september 2024 over Centraal-Europa raasde, en vele slachtoffers eiste. De cycloon kreeg op 11 september 2024 de naam Boris van de Italiaanse Servizio Meteorologico. Hij werd op dezelfde dag ook Anett genoemd door de Vrije Universiteit Berlijn.
Het stormsysteem zorgde voor zware regenval en windstoten, kort na de storm Atena die een paar dagen eerder doorkwam, met als gevolg grootschalige overstromingen in veel delen van Centraal-Europa. Er werden veel waarschuwingen van kracht. 

## Menselijke gevolgen

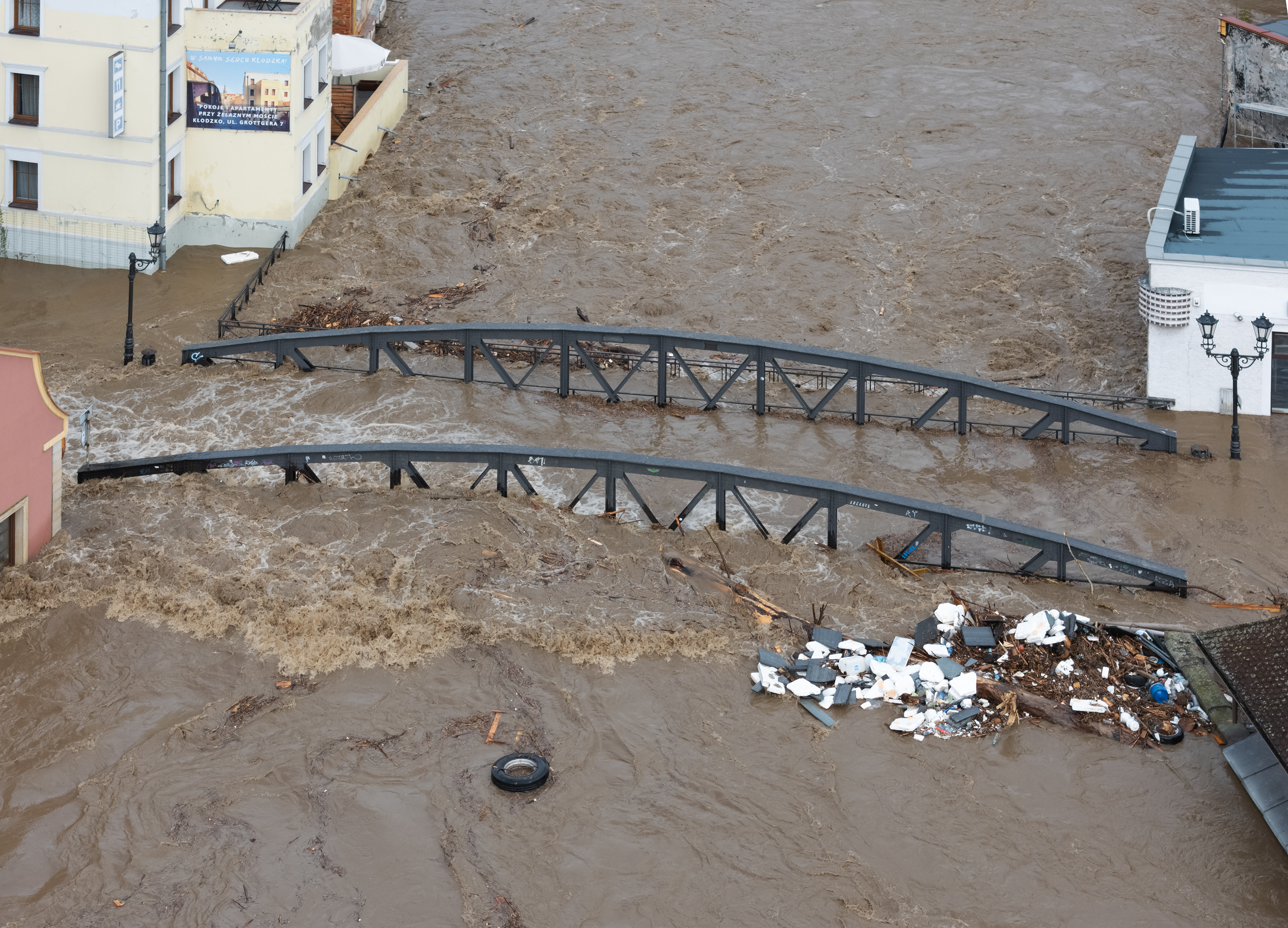
Situatie in het Poolse Kłodzko op 15 september.

In Tsjechië werden in verschillende gebieden verplichte evacuaties bevolen en trof de stroomuitval meer dan 250.000 huishoudens. In Polen werd de stad Głuchołazy geëvacueerd. In Wenen trad de Wien op 15 september buiten haar oevers.
Er kwamen in totaal 27 mensen om het leven in Centraal-Europa door de gevolgen van de storm en het hoge water.